# Спенген
Спенген (нід. Spengen) — селище в нідерландській провінції Утрехт. Входить до муніципалітету Стіхтсе-Вехт.
Його площа становить 3,44 км², а населення станом на 2021 рік складало 155 осіб.
Перша згадка про населений пункт датується 1217 роком.

## Галерея

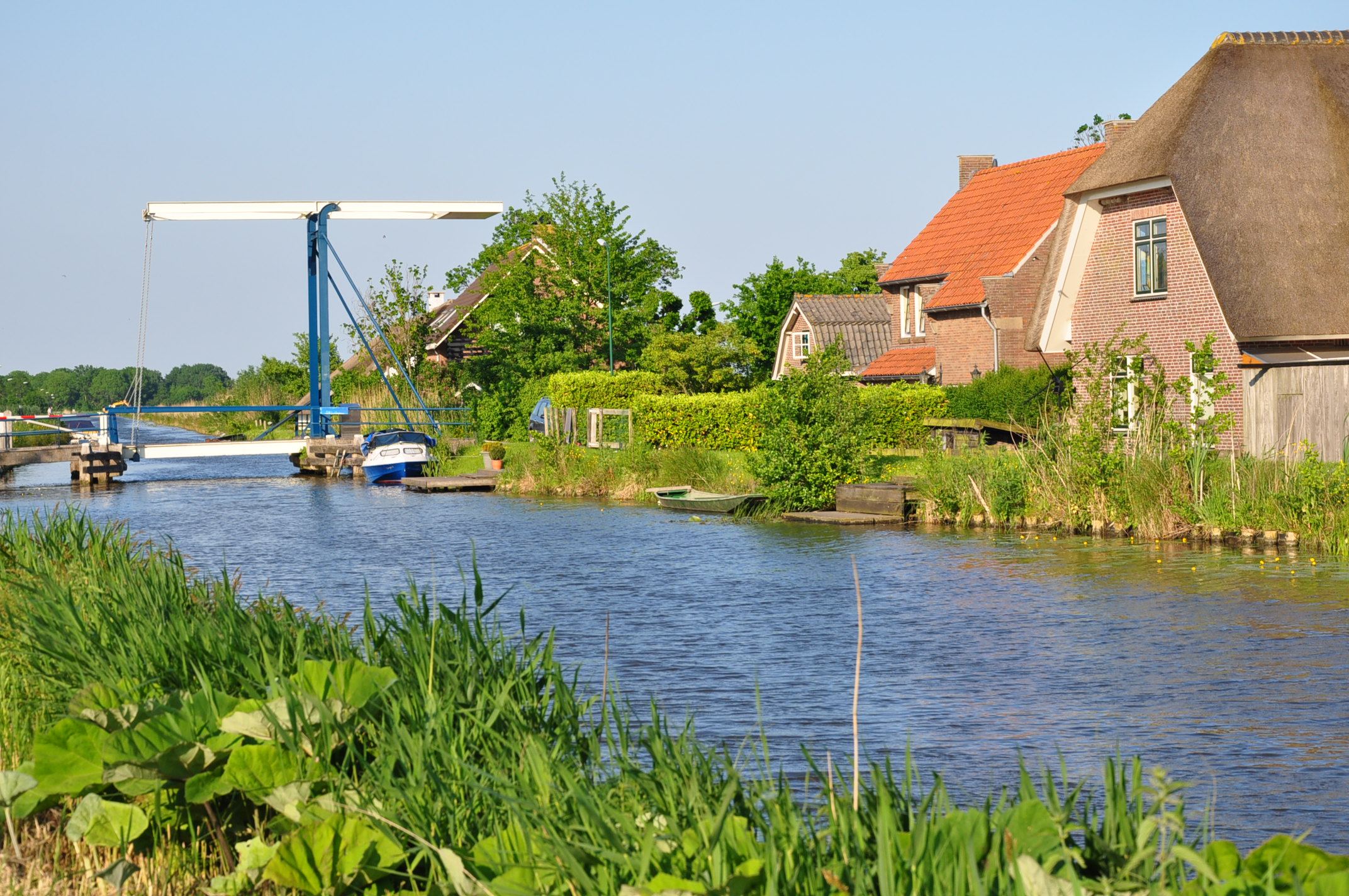
Місток у Спенгені
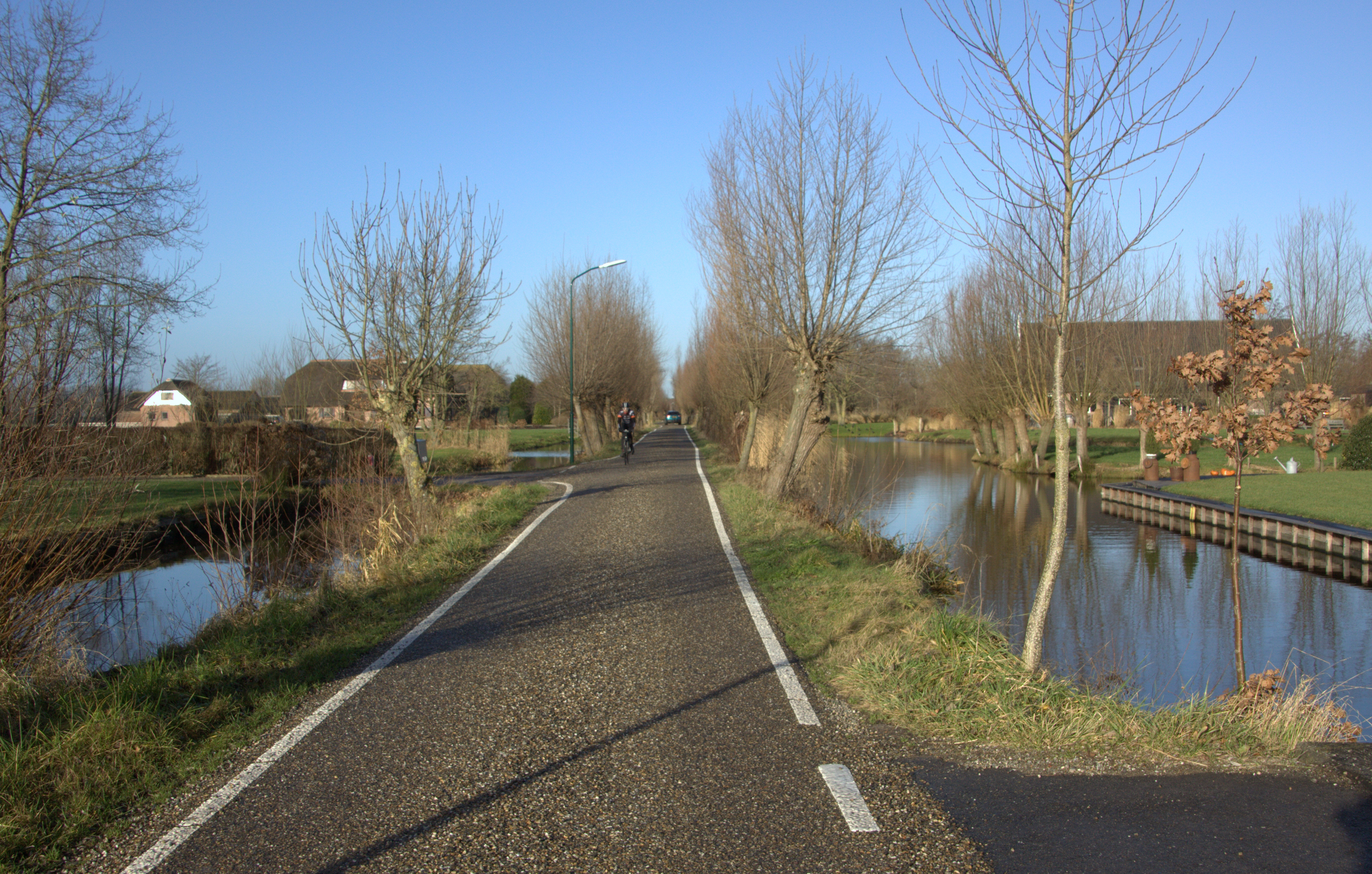
Селищна вуличка
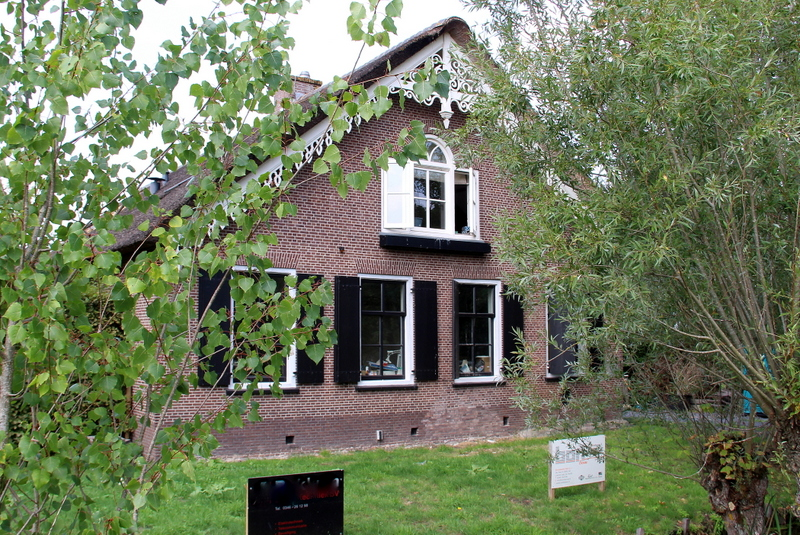
Ферма у селищі